# Pierre Angénieux

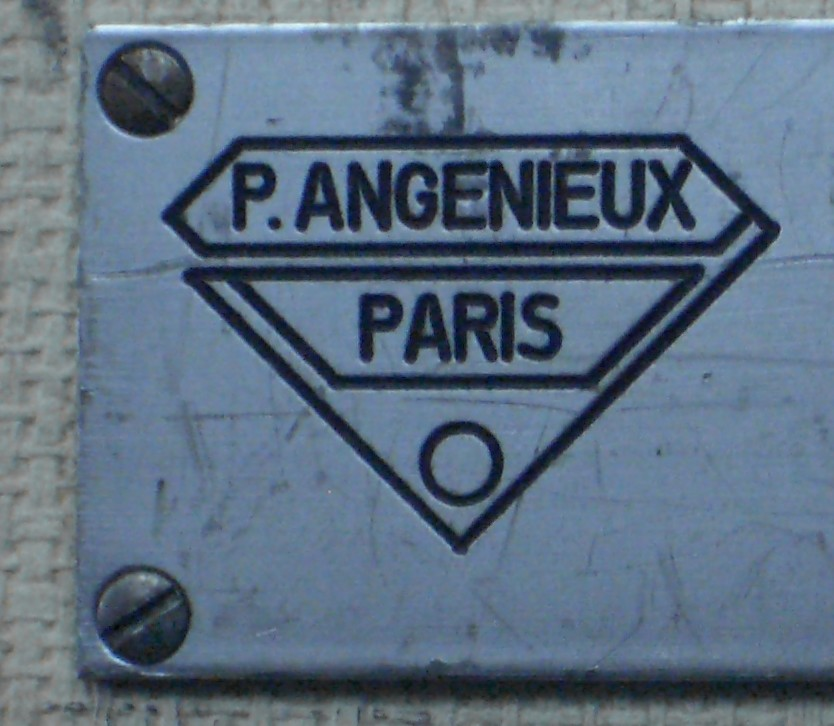
Älteres Logo der Angénieux-Werke

Pierre Angénieux (* 14. Juli 1907 in Saint-Héand bei Saint-Étienne; † 26. Juni 1998) war ein französischer Mathematiker, Ingenieur und Unternehmer.
Für seine Leistungen in der Entwicklung, Erforschung und Fertigung von Filmoptiken wurde er mit zwei Oscars ausgezeichnet. Er gilt als der Entwickler des Retrofokus und des Zoom-Objektives und seine Optiken wurden und werden von prominenten Regisseuren wie beispielsweise Stanley Kubrick und Peter Jackson genutzt. Die ersten Schritte der Menschheit auf dem Mond während der Apollo-11-Mission wurden, wie auch die ersten Aufnahmen des Mondes durch eine Ranger-Sonde, mit von ihm entwickelten und gefertigten Optiken aufgenommen.

## Leben

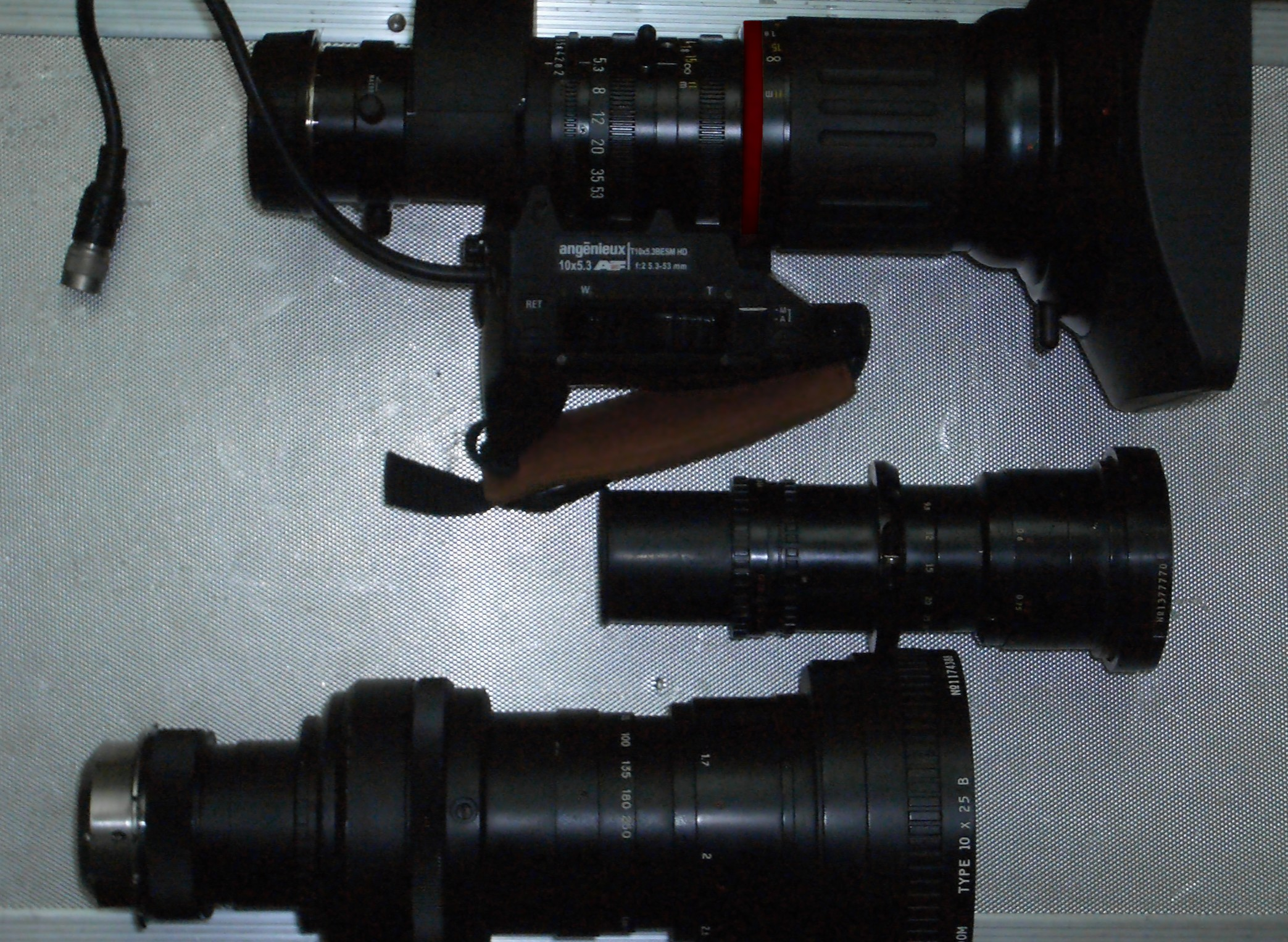
30 Jahre Kinozooms von Angénieux in einem Bild: 16 mm aus den 1980ern, 35 mm aus den 1990ern und 2/3 HD aus dem Jahr 2007

### Ausbildung und Studium
Ersichtlich wurden das Interesse und Talent von Pierre Angénieux für mathematische Berechnungen während seiner erfolgreichen Ausbildung an der Schule Notre-Dame de Valbenoîte in Saint-Etienne. Hier ermutigte man ihn, eine Karriere als Ingenieur anzustreben. Nach zwei Jahren Vorbereitung wurde er 1925 an der École nationale supérieure d’Arts et Métiers in Cluny aufgenommen. Hier erhielt Pierre Angénieux 1928 sein erstes Diplom.
Sein zweites Diplom folgt schon ein Jahr später am Institut d’optique théorique et appliquée. Seine Ausbildung dort führt wesentlich Henri Chrétien durch – der durch die Entwicklung der Cinemascope-Linsen ebenfalls in die Annalen der Filmgeschichte eingeht.
Anschließend beginnt er zu arbeiten – zuerst, ab 1930, bei dem damaligen Weltmarktführer für Filmproduktion: Pathé.
Bei Pathé lernt er die Welt des Kinos kennen, der er bis an sein Lebensende verbunden bleiben wird. Während seiner Tätigkeit bei Pathé bis 1935 entwickelt sich die Kinotechnologie rasant – der Tonfilm wird eingeführt, erste Farbfilme werden realisiert … es ist eine Zeit des Aufbruchs und neuer Technologien für die noch junge Kinobranche.

### Gründung von Angénieux und deutsche Besatzung
Unter diesem Eindruck gründet er dann 1935 das Unternehmen Angénieux.
Die Firma Angénieux beginnt unmittelbar Produkte für die professionelle Kinoproduktion zu fertigen. Es war Pierre Angénieux gelungen, sich während seiner Tätigkeit für Pathé einen sehr guten Ruf bei den französischen Regisseuren und Kameramännern aufzubauen. So wurde er von prominenten Filmemachern der Epoche, wie beispielsweise Jean Renoir und Abel Gance, mit der Entwicklung spezifischer optischer Systeme beauftragt, beispielsweise mit Linsen zur Projektion auf mehrere Leinwände. Seine Firmenateliers in der Rue Murger in Paris wurden eine frequentierte Anlaufstelle der professionellen Filmschaffenden.
Dann wird der Weg schwieriger: Der drohende Angriff der deutschen Armee zwingt Pierre Angénieux, sowohl seinen Entwicklungsschwerpunkt von zivilen fotografischen Produkten hin zu militärisch relevanten Gerätschaften wie auch seinen Firmensitz zu verlagern – im Auftrag der Regierung. Die französische Regierung dezentralisiert die jetzt sicherheitsrelevanten optischen Betriebe: O.P.L. nach Châteaudun, SOM-Berthiot nach Dijon, SAGEM nach Montluçon, SERPI nach Chatellerault, TRT nach Brives – und Angénieux zieht mit seinen optischen Werken zurück in seinen Geburtsort Saint-Héand.
Während der Besatzung Frankreichs findet er sich mit seinem Unternehmen in der zone libre, dem nicht von Deutschland besetzten südlichen Teil Frankreichs, wieder. Die Besatzungsjahre nutzt er, um bahnbrechende theoretische Überlegungen hinsichtlich des Entwurfes von Objektiven anzustellen. Dieses zahlt sich dann nach Kriegsende aus. 1946, unmittelbar nach dem Frieden, zieht Angénieux wieder zurück nach Paris und macht sich daran, die theoretischen Erkenntnisse in Produkte umzuwandeln.

### Erfolg durch Innovation: Angénieux verändert die Kinowelt
1950 stellt Angénieux dann den Retrofokus vor – welcher einen großen Entwicklungsschub in der optischen Leistung von Weitwinkelobjektiven ermöglicht. Der Retrofokus wird sofort ein durchschlagender Erfolg: zahlreiche Kamerahersteller beginnen damit, ihre Kameras mit Angénieux-Optiken auszurüsten, darunter Leitz, Alpa, Leica, und Arri.
1953 erreichen die nächsten angewandten Produkte den Markt, darunter ein Objektiv mit 1:0,95-Öffnung, was im Vergleich zu den schärfsten Mitbewerbern in etwa eine Verdopplung des verfügbaren Lichtes zur Aufnahme darstellt.
Dieses erregte Aufsehen, auch in den USA beim seinerzeit erfolgreichsten Kamerahersteller Bell and Howell. Dieser entschließt sich, die Kamera BH70 nun mit Angénieux-Optiken auszustatten. Die Kombination aus BH70 und Angénieuxoptiken wird mit über 30.000 verkauften Exemplaren innerhalb der nächsten 35 Jahre zur erfolgreichsten Kamera der Epoche. Weitere Kamerahersteller wie Kodak, Beaulieu und Contina folgen als Kunden.
Nach dem Retrofokus entwickelt Pierre Angénieux 1956 seine zweite große Innovation: das Zoomobjektiv.
Innerhalb der nächsten vier Jahre perfektioniert er diese neue Art von Optik, bis die Technik 1960 dann mit dem 10x-Zoom ausgereift ist: Alle seitdem gefertigten Zoomobjektive aller Hersteller basieren auf dem Konzept des Angénieux-10x-Zooms.
1964 erhält Pierre Angénieux dann den ersten seiner beiden Oscars – explizit für seine Zoomobjektive.

### Aufbruch ins All und ruhigere Gefilde
Im gleichen Jahr beginnt eine enge Zusammenarbeit zwischen Angénieux und der NASA, die bis zur Ausstattung des Space Shuttle reichen wird. Pierre Angénieux liefert unter anderem die Optiken für die Ranger-, Apollo- und Gemini-Missionen wie auch für Skylab.
Ab 1975, im Alter von 68 Jahren, beginnt er schrittweise ein wenig Abstand zur Geschäftsführung seiner Firma Angénieux zu nehmen und beginnt zu schreiben: Le Parc de la Tête d´Or lautet der Titel des Romanes, der in seinen letzten Lebensjahren entsteht. Forschend und entwickelnd bleibt er „seiner“ Firma bis zu seinem Tode verbunden.
Nach seinem Tod 1998 haben seine Arbeiten Bestand. Auch die modernsten Computerprogramme nutzen die von ihm entwickelten trigonometrischen Gleichungen zur Linsenentwicklung. Sein Retrofokus machte die Kleinbildkameras zum verbreitetsten Kameratyp und ist nach wie vor Grundlage ihrer Optiken. Die seitdem gefertigten Zoomobjektive aller Hersteller basieren auf dem Konzept des Angénieux-10×-Zooms. Seine Firma Angénieux, mittlerweile in der Thales-Gruppe, stellt nach wie vor viele der leistungsfähigsten und teuersten Zoomobjektive für Kinofilmproduktion her, die nach wie vor von Starregisseuren wie Peter Jackson für ihre Produktionen genutzt werden.

## Angénieux und die NASA

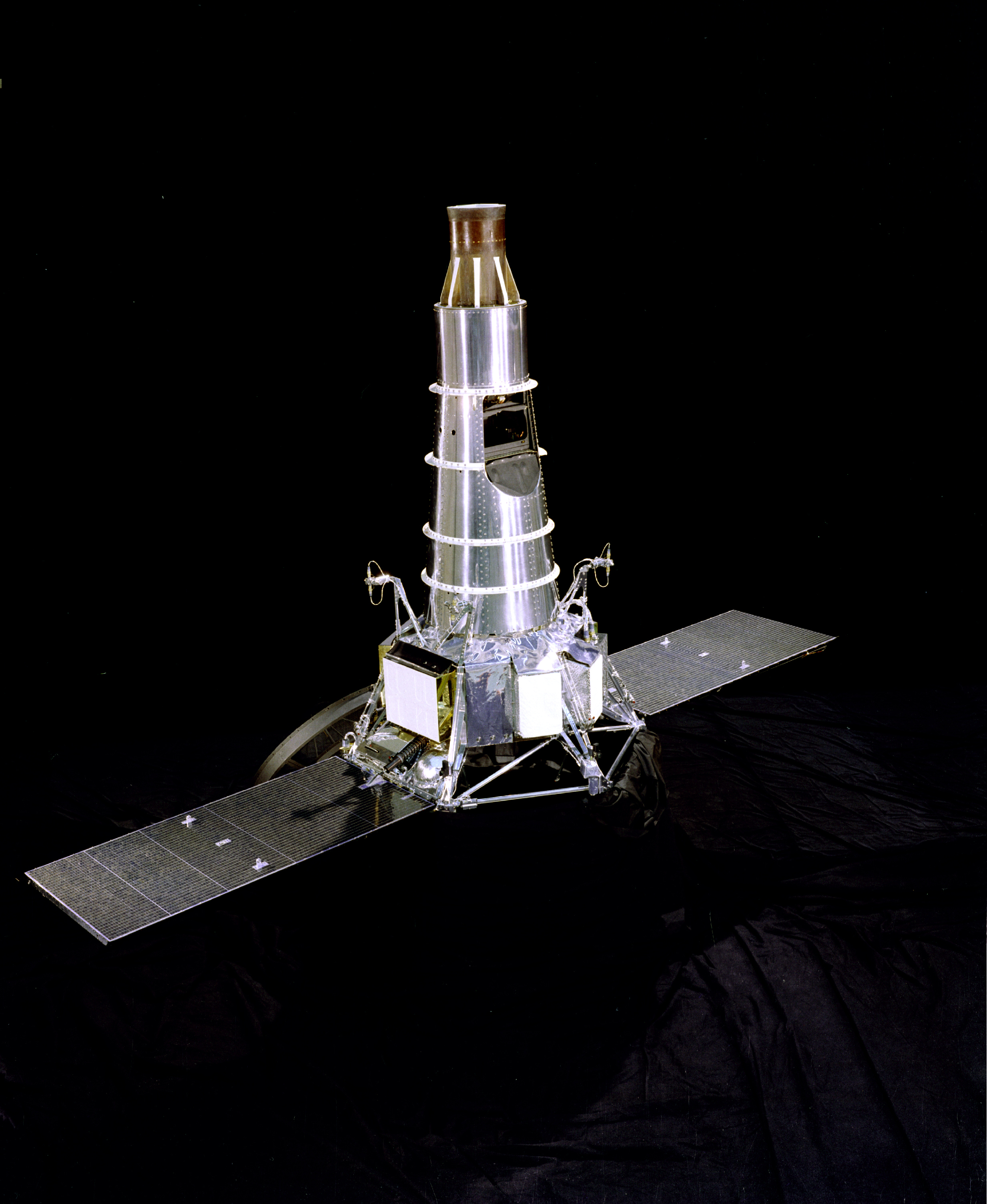
Ranger-9-Sonde mit Angénieux-Optik (Ranger Block 3)

Aufnahme des Anflugs von Ranger 9 auf den Mond durch eine Angénieux-Optik

Zwei der bekanntesten Bewegtbildaufnahmen sind vermutlich der erste Anflug auf den Mond und die ersten Schritte auf dem Mond.
Die erste Aufnahme, der Zusturz auf den Mond, wurde von der Raumsonde Ranger VII durch eine RCA-Vidicon-Kamera mit einem Angénieux f/0.95 25-mm-Objektiv gedreht. Die erste Aufnahme der Bildsequenz hatte eine Distanz zur Mondoberfläche von rund 2500 Kilometern, das letzte Einzelbild von weniger als 500 Metern. Das Bild der Mondoberfläche wurde hierbei von Kamera und Optik, trotz der hohen Geschwindigkeit, noch mit 30 Zentimetern aufgelöst.
Das Rangerprogramm, dessen neun Sonden von Angénieux ausgerüstet wurden, diente der NASA der Erkundung des Mondes und der Vorbereitung einer Landung eines bemannten Raumschiffes auf ebendiesem.
Die gewonnenen Erkenntnisse wurden zur Durchführung des Apollo-Programmes genutzt. Mit der Landung von Apollo 11 im Jahre 1969 betrat dann erstmals ein Mensch den Mond, und erneut waren Optiken von Angénieux zur Aufzeichnung die Wahl der NASA.
1973 wurde dann das mit weniger Glück gesegnete Skylab mit einer Westinghouse Electric und einem Angénieux-Zoom ausgerüstet.
Bald darauf, während der Apollo-Sojus-Mission, konnten sich dann erstmals Angénieux-Linsen gegenseitig filmen, da sowohl das sowjetische als auch das amerikanische Raumschiff mit den identischen Angénieux-Zooms bestückt waren.
Für das Shuttle wurde dann zusätzlich ein weiteres Objektiv entwickelt. Ein Weitwinkelobjektiv mit 86-Grad-Blickwinkel. Bis zum Jahre 1994 wird jedes Shuttle mit mehreren dieser Objektive ausgestattet.

## Das Kino, Kubrick und Angénieux
Von 1930 bis in die Gegenwart nutzten und nutzen prominente Filmemacher Angénieux-Optiken für zahlreiche der erfolgreichsten Filme. Eine Aufzählung soll daher nur exemplarisch an einigen Filmen typische Einsätze vermitteln.
Für Stanley Kubricks Clockwork Orange nutze 1971 sein Kameramann John Alcott eine 16-mm-Angénieux-Optik, obwohl der Film auf einer 35-mm-Kamera gedreht wurde. Kubrick wollte eine 20:1-Zoomoptik, und so rief Alcott seinen Freund Bern Levy an, der bei Angénieux arbeitete. Angénieux hatte einen Extender entwickelt, und dieser zusammen mit der 16-mm-Angénieux-Zoom-Optik ergab genau das, was sich Kubrick vorstellte.
Für die nächste Zusammenarbeit von Kubrick und Alcott bei Barry Lyndon gab es dann einen Oscar für die beste Kamera. Dieses Mal konnte Ascott schon mit regulären Angénieux-Linsen arbeiten, dem 25-250 F3.2 35-mm-Zoomobjektiv, das bis heute weit verbreitet in der Kinoproduktion ist. Mit diesem Zoom wurden beispielsweise die Schlachtszenen am Tag in Barry Lyndon gedreht.
Fast 20 Jahre später, bei der Erprobung der ersten portablen 4k digitalen Kinokamera, einem Prototyp von RED, nutzt Peter Jackson einen Nachfolger des 25-250 F3.2 35-mm-Zoomobjektivs aus Barry Lyndon, das 24-290 F3 35-mm-Zoomobjektiv.

## Auszeichnungen und Leistungen
- 1964 erhält Pierre Angénieux für das 10×-Zoom erstmals den Oscar
- 1973 verleiht ihm Frankreich den Grand Prix des Ingénieurs Civils
- 1990 wird ihm ein zweiter Oscar überreicht – dieses Mal für sein Lebenswerk
- 1994 Nessim-Habif-Preis

## Wichtige Geräte
- Angénieux 25-250 Zoom. 1978, sehr populäre Zoomoptik der Epoche
- 1.0:0.95 T Optik 1951, erstes Objektiv dieser Lichtstärke